# Pseudophilautus abundus
Espèce
Synonymes
- Philautus abundus Manamendra-Arachchi & Pethiyagoda, 2005

Statut de conservation UICN

 LC  : Préoccupation mineure
Pseudophilautus abundus est une espèce d'amphibiens de la famille des Rhacophoridae.

## Répartition
Cette espèce est endémique des plaines du Sud-Ouest du Sri Lanka,. Elle se rencontre à une altitude comprise entre 78 et 150 m.

## Description
Pseudophilautus abundus mesure de 27 à 31 mm pour les mâles et de 25 à 37 mm pour les femelles. Son dos est brun clair avec des taches brun foncé ; certains individus présentent une ligne dorsale de couleur claire. Son ventre est jaune clair ce qui créée, au niveau des flancs, une séparation franche avec la couleur du dos.

## Étymologie
Son nom d'espèce, latin, abundus, « abondant », lui a été donné en référence à sa relative abondance.

## Publication originale
- Manamendra-Arachchi & Pethiyagoda, 2005 : The Sri Lankan shrub-frogs of the genus Philautus Gistel, 1848 (Ranidae: Rhacophorinae), with description of 27 new species. The Raffles Bulletin of Zoology, Supplement Series, no 12, p. 163-303 (texte intégral).